# 戈烏山
71°20′S 162°40′E / 71.333°S 162.667°E
戈烏山是南極洲的山峰，位於維多利亞地，屬於鮑爾斯山脈的一部分，處於雷尼克冰川東面，海拔高度1,770米，該山峰以冰川學家命名，現時受南極條約體系管理。